# Односи Србије и Шпаније
Односи Србије и Шпаније су инострани односи Републике Србије и Краљевине Шпаније.

## Историја односа
Влада ФНРЈ одлучила је 1946. да као једину легитимну владу Шпаније призна Шпанску републиканску владу под председништвом Г. Др. Хосе Хирал Переира. Републиканска шпанска влада образована је у Мексику. ФНРЈ је признала ову владу која је у Београду акредитовала свог посланика.

## Билатерални односи
Србија и Шпанија су успоставили званичне дипломатске односе октобра 1916. године.
Србија има амбасаду у Мадриду. Шпанија има амбасаду у Београду.
Шпанија је међу неколико чланица НАТО и ЕУ, које нису признале независност Косова и Метохије.
Шпанија је гласала против пријема Косова у УНЕСКО 2015.

### Економски односи
- У 2020. години укупна робна размена вредела је 679,2 милиона долара. Од тога, извоз Србије био је 251,3 милиона, а увоз 427,8 мил. УСД.
- У 2019. вредност укупне робне размене износила је 641 милион УСД. Наша земља је извезла за 246 милиона, док је увезено робе за 395 мил. долара.
- У 2018. години укупна робна размена је вредела 618 милиона долара. Из РС је извезно робе вредне 234 милиона, док је увезено у вредности од 384 мил. УСД.[2][3]

### Дипломатски представници

#### У Београду
- Хуан Хосе Санс Апарисиј, амбасадор, 2024—[4]
- Раул Бартоломе Молина, амбасадор, 2019—2024.
- Мигел Фуертес, амбасадор, 2015–2019.
- Артуро Лаклаустра Белтран, амбасадор, 2011—2015.
- Ињиго де Паласио Еспања, амбасадор, 2008—2011.
- Хосе Риера Сикиер, амбасадор, 2005—2008.
- Мариано Гарсиа Муњоз, амбасадор, 2000—2005.
- Хоакин Перез Гомез, амбасадор, 1996—2000.
- Хосе Мануел Аљендесалазар Валдес, амбасадор, 1990—1992.
- Луис Куерво Фабрега, амбасадор, 1986—1990.
- Хулијан Ајеста Прендес, амбасадор, 1984—1986.
- Јесус Миљаруело Клементес, амбасадор, 1981—1984.
- Фернандо Оливије Фернадез-Пумаријега, амбасадор, 1977—1981.
- Гарсија Комин, посланик, 1938—1941.
- Карлос Ескудеро, посланик, 1936—1938.
- Фернандо Алкала-Галијано и Смит, посланик, 1931—1936.
- Дон Жозе Ландеро, посланик, од 1925.
- Франсиско де Асис и Бонастре, 1924—1925.
- Хосе Ромеро и Дусмет, посланик, 1924.
- Дон Жил Делгад, посланик (други послератни посланик) 1921—1924.
- Кристобал Фернандез Вељин, посланик, 1919—1921.
- Голдсчмит, конзул и први шпански дипломата у Србији, 1908.

#### У Мадриду
Амбасада Републике Србије у Мадриду (Шпанија) радно покрива Андору.
- Катарина Лалић-Смајевић, амбасадор, 2018—
- Данко Прокић, амбасадор, 2012—2017.
- Јела Баћовић, амбасадор, 2007—2012.
- Ђорђе Мијалковић, отправник послова, 2006—2007.
- Иво Арменко, амбасадор, 2004—2006.
- /  Триво Инђић, амбасадор, 2001—2004.
- Ратомир Вицо, амбасадор, 1999—2001.
- Данко Прокић, отпр. послова, 1993—1996.
- /  Слободан Бајић, отпр. послова, 1992—1993.
- Фаик Диздаревић, амбасадор, 1989—1992.
- Реџаи Сурои, амбасадор, 1985—1988.
- Берислав Бадурина, амбасадор, 1981—1985.
- Руди Чачинович, амбасадор, 1977—1981.

Нове југословенске власти су 1945. одлучиле да ликвидирају југословенско посланство у Мадриду. Отправник послова у шпанској престоници Љубиша Вишацки, који је одбио да се повинује овој одлуци, је отпуштен.
- Јован Дучић, посланик, 1940—1941.
- Александар Авакумовић, посланик, 1939—
- Јосип Мацан, отпр. послова, 1938—1939.
- Станоје Пеливановић, посланик, 1935—1938.
- Јосип Смодлака, посланик, 1927—
- Анте Пијус Тресић-Павичић, посланик, 1920—1922.
- Драгомир М. Јанковић, посланик, 1917